# Karma Tseten Dorje
Karma Tseten (tibétain : ཀརྨ་ཚེ་བརྟན, Wylie : karma tshe-brtan), également connu sous le nom de Zhingshakpa Tseten Dorje (tibétain : ཞིང་ཤག་པ་ཚེ་བརྟན་རྡོ་རྗེ, Wylie : zhing-shag-pa tshe-brtan rdo-rje, THL : shying shakpa tséten dorjé ; chinois : 辛厦巴·才旦多吉), décédé en 1599, est un dirigeant du Tsang de 1565 à 1599, fondateur de la dynastie Tsangpa.
L'année de sa destitution comporte différentes versions dans la littérature, mais d'après un texte pratiquement contemporain de son existence, Sogdog gyi tsulgyi logyu, il meurt en 1599.